# Horsfieldia wallichii
Horsfieldia wallichii är en tvåhjärtbladig växtart som först beskrevs av Joseph Dalton Hooker och Thomson, och fick sitt nu gällande namn av Otto Warburg. Horsfieldia wallichii ingår i släktet Horsfieldia och familjen Myristicaceae. Inga underarter finns listade i Catalogue of Life.